# Dottor Fate
Il Dottor Fate (Doctor Fate), talvolta tradotto in italiano come il Dottor Fato, è il nome di diversi personaggi dei fumetti DC Comics, tutti stregoni dai grandi poteri. La prima versione fu creata da Gardner Fox e dall'artista Howard Scherman e apparve per la prima volta in More Fun Comics n. 55 (maggio 1940). Cominciando negli anni quaranta, il personaggio fu anche un membro del gruppo della Golden Age, la Justice Society of America. Poi successivamente entra a far parte della Justice League.
Inizialmente il Dottor Fate era Kent Nelson, il figlio di un archeologo, Sven Nelson, che morì scoprendo la tomba di un antico essere mistico, Nabu. L'orfano venne introdotto da Nabu nelle arti magiche.
In seguito (dopo Crisi sulle Terre infinite) la DC introdusse delle nuove versioni del Dottor Fate. Esse includevano:
- Eric e Linda Strass, un uomo e una donna che potevano fondersi e formare il Dottor Fate;
- Inza Nelson, la moglie reincarnata di Kent Nelson;
- Un mercenario di nome Jared Stevens che utilizzava le armi di Nelson ma si faceva chiamare semplicemente Fate;
- Un risorto Hector Hall, figlio di Hank Hall e Dawn Granger, i supereroi Hawk e Dove.
- Kent V. Nelson, nipote dell'originale, che iniziò il suo lavoro come Dottor Fate, senza sapere del collegamento della sua famiglia con la magia.

Questi rinnovamenti ebbero vita breve, perché nelle apparizioni del Dottor Fate nei fumetti e in altri media fu sempre mantenuto il personaggio della Golden Age, Kent Nelson.

## Biografia

### Kent Nelson
Kent Nelson, il figlio dell'archeologo americano Sven Nelson, accompagnò suo padre in una spedizione nella Valle di Ur nel 1920. Quando suo padre aprì la tomba del mago Nabu, un gas velenoso venne rilasciato e risultò letale per Sven Nelson causandone la morte. Nabu ebbe pietà del giovane Nelson, lo crebbe insegnandogli le abilità dei maghi e gli conferì un magico elmo e un amuleto.
Nel 1940, Nelson ritornò negli Stati Uniti e si stabilì in una torre invisibile a Salem in Massachusetts. Da questo santuario, egli cominciò la sua carriera di eroe combattendo il crimine nei panni del Dottor Fate. Durante questa prima parte della sua carriera Kent incontrò, si innamorò e si sposò con una donna dai capelli rossi chiamata Inza (di solito il cognome cambiava di continuo, ma si concordò su Cramer). Alla fine degli anni trenta, il Dottor Fate fu tra i membri fondatori della Justice Society of America. Vi rimase attivo fino al 1945 quando si dimise. In quel momento si ritirò completamente dalle attività pubbliche, non andò in pensione né prestò la sua attenzione altrove. Quando la JSA uscì dal pensionamento per collaborare con la Justice League negli anni sessanta, Dottor Fate tornò e si riunì ai suoi vecchi colleghi.
Nel 1942, a causa in parte della personalità di Nabu che risiedeva nell'elmo e che prendeva il pieno controllo del corpo di Nelson quando lo indossava, Kent rimpiazzò l'elmo stesso con un mezzo elmo che lasciava la parte inferiore del suo volto scoperto. Il cambiamento, mentre gli toglieva la maggior parte dei suoi poteri mistici, lasciò Kent Nelson in pieno possesso delle sue azioni, anche più di un normale umano. Durante questo tempo, Kent Nelson prese una laurea in medicina e divenne medico presso il Wetherby Free Clinic di Gotham City. Poco dopo, quando un super cattivo rubò l'elmo di Nabu, Nelson perse ogni accesso all'elmo e sia esso che il ladro furono scaraventati in una dimensione alternativa. A un certo punto, tra le sue dimissioni dalla JSA e il suo ritorno negli anni sessanta, fu in grado di rientrare in possesso dell'elmetto e di reindossarlo e poté contare di nuovo sulla presenza di Nabu.
Anche con il ritorno della JSA, le attività del Dottor Fate furono meno che pubbliche. Queste inclusero l'assistenza al suo compagno della JSA Hourman contro Solomon Grundy e lo Psico Pirata, e alleanze in varie occasioni con Batman e Superman.
Quando la JSA si ristabilì nuovamente nella nuova era degli eroi moderni, il Dottor Fate fu uno dei membri che ritornò in azione. Anche se era diventato sempre più instabile e si era ritirato dalla propria umanità, il Dottor Fate continuava a proteggere la Terra contro le minacce sovrannaturali. C'è stato anche un periodo in cui Nelson, per diventare il Dottor Fate, dovette fondersi con sua moglie Inza.
Più tardi, Kent divenne il solo a indossare l'elmo e si unì alla nuova formazione della Justice League. La magia che manteneva lui e sua moglie giovani e uniti presto fallì e li fece invecchiare in un attimo.

### Eric e Linda Strauss
Dopo la morte di Kent Nelson, Nabu si mise alla ricerca di un nuovo ospite. Questa ricerca lo portò a Eric e Linda Strauss. Egli li vincolò affinché per diventare il Dottor Fate si dovessero fondere, ma tuttavia condussero vite separate. Comunque Nabu fece rivivere il corpo di Kent Nelson nel ruolo di loro consigliere e istruttore. Dato che la torre invisibile che Kent Nelson usava come santuario fu distrutta, la coppia operò fuori dall'appartamento di Linda. Col tempo si unì a loro un piccolo demone gentile battezzato Petey e un avvocato chiamato Jack Small. Petey e Jack fornirono supporto morale e li aiutarono in alcune battaglie.
Durante una battaglia su Apokolips, Eric rimase ucciso e lasciò Linda ad occuparsi da sola del ruolo del Dottor Fate. Presto, il Signore del Caos raggiunse Linda e durante un attacco la uccise. Le anime di Eric e Linda si reincarnarono nei corpi di Wendy ed Eugene di Bellia.

### Inza Nelson
Le anime di Kent e Inza Nelson, che hanno abitato l'amuleto del Dottor Fate, furono resuscitate in nuovi corpi. Tuttavia, scoprirono che solo Inza era capace di diventare il Dottor Fate. Ella spese il tempo cercando di migliorare la sorte dell'umanità, ma Kent la rimproverava circa il suo uso sconsiderato della magia.
Inza si adoperò nell'usare i suoi poteri in modo proattivo, non come Kent, che aspettava che i guai si manifestassero prima di utilizzare i suoi poteri. La sua inesperienza inizialmente lavorò contro di lei, ma diventò più competente con l'esperienza. La sua confidenza in crescita la condusse ad aumentare la sconsideratezza e ciò portò Kent e Inza a separarsi a causa dell'uso dei suoi poteri.
I Nelson appresero che il Signore del Caos si era insidiato nell'elmetto di Nabu e diede a Inza i poteri derivanti dal caos invece che dall'ordine. Il Signore del Caos fu anche la ragione per cui Kent e Inza non poterono fondersi nel Dottor Fate. Infine Kent ritornò dalla parte della moglie e l'aiutò a sconfiggere il Signore del Caos. Inza quindi imparò che i suoi poteri derivavano dal popolo del pianeta e non dal Caos o dall'Ordine.
Dopo aver battuto il Signore del Caos, i Nelson cominciarono a fondersi per diventare il nuovo Dottor Fate maschile. I Nelson conservarono il potere di potersi dividere in due Dottor Fate a seconda della necessità. In questi determinati casi, il costume di Kent Nelson, alias il Dottor Fate, avrebbe avuto l'aspetto che aveva indossando il mezzo elmetto.
Negli ultimi giorni da Dottor Fate i Nelson, insieme al resto della JSA, affrontarono il supercriminale Extant durante il tentativo di Parallax di cambiare la storia dell'universo. Extant, con apparente facilità, causò alla maggior parte dei membri della Justice Society di raggiungere rapidamente la vecchiaia. Riuscì anche ad allontanare i Nelson dall'Elmo, dall'Amuleto e dal Mantello. I Nelson invecchiati e privati dei poteri fecero ritorno a Salem e andarono in pensione.

### Jared Stevens
Dopo il ritorno di Kent Nelson sulla Terra, Jared Stevens scoprì i rivestimenti del Dottor Fate e li tramutò in un coltello, un set di piccole frecce e un bracciale. Si fece chiamare semplicemente Fate. Il solo incontro che ebbe con i Nelson fu quando morirono e quando le loro anime rientrarono nell'amuleto. La sua fine apparentemente arrivò per mano di Mordru come parte del tentativo del mago oscuro di ereditare il mantello e gli artefatti del Dottor Fate.

### Hector Hall
Nabu, consapevole delle ambizioni di Mordru, aveva pianificato in anticipo di assicurare che il suo elmetto e il mantello del Dottor Fate sarebbero passati ad un reincarnato Hector Hall. Questo piano concise con la rinascita della Justice Society of America, che si impegnò a proteggere il rinato Hector Hall.
Hector fu figlio di Hawkman (Carter Hall) e Hawkgirl (Shiera). Questo fece di Hector un agente di equilibrio, invece di un agente simpatizzante per il Caos o per l'Ordine.
Più tardi, lo Spettro, in un tentativo di espandere il male estinguendo la magia, si confrontò con Hector. Questo risultò un bando per Hector e sua moglie su una montagna innevata, dove fu obbligato a scontare l'eternità. I due più tardi raggiunsero il figlio nel Sogno, abbandonando così il mondo mortale per sempre.

### Kent V. Nelson
Nipote del Dottor Fate originale, dopo aver indossato l'elmo, deciderà di usarlo per guadagnare soldi facili giocando d'azzardo. Dopo che la sua fidanzata Inza Fox verrà uccisa, Kent deciderà di diventare un eroe. In seguito lascerà la Terra per affinare le sue abilità mistiche, ma aiuterà gli eroi terrestri in varie occasioni.

## Versione Amalgam
Nell'universo Amalgam, il Dottor Fate si fonde con lo Stregone Supremo della Marvel, il Dottor Strange, dando vita al Dottor Strangefate; il suo alter ego è Charles Xavier. A differenza degli altri supereroi e supercattivi Amalgam, lui è cosciente di essere un prodotto della fusione dei due universi, e dà la caccia ad Access perché lui è il solo che possa creare l'universo Amalgam. Nella storia Unlimited Access, il Dottor Strangefate ritornerà per ricreare l'universo Amalgam e permettere a lui e alle altre fusioni di vivere, ma verrà poi sconfitto sia da Access che dal Dottor Strange.
Continuerà però a vivere, assieme agli altri personaggi Amalgam, dentro una bolla di vetro che verrà data ad Access.

## Poteri e abilità
Il Dottor Fate è immortale ed è, anche in quanto tale, uno dei maghi più potenti della Terra. Egli ha un limitato controllo dello spazio e del tempo e utilizza la magia bianca propria dei signori dell'ordine, che gli concede una gran quantità di poteri che usa esclusivamente per scopi benefici e che solo in casi rari portano alla morte; ciò lo rende un avversario formidabile, capace di tener testa anche ai personaggi più forti e temibili. Possiede, poi, una varietà di poteri mistici dovuti principalmente all'elmetto di Nabu (oltre a proteggerlo e a rendere la sua identità segreta, contiene l'anima dello stesso Nabu) e allo scettro di Anubi, che fornisce al Dottor Fate il suo costume e le abilità magiche; inoltre permette a chi lo indossa di vedere attraverso le illusioni e di percepire oltre i limiti dei comuni sensi umani. In generale, anche senza l'elmetto e la Cappa del Destino che permette il volo, è altamente resistente ai danni, può disporre di una potente telecinesi, della capacità di creare campi di forza e di utilizzare i quattro elementi di aria, acqua, terra e fuoco.
Le sue abilità come mistico sono molteplici e si possono dividere in:
- capacità di fare un viaggio astrale proiettando la sua anima ovvero la proiezione astrale;
- magie elementari, come la creazione di scudi protettivi, oppure la telecinesi e il teletrasporto;
- la possibilità di usare attributi delle entità sovrannaturali che invoca;
- la capacità di assorbire e incanalare energia mistica dall'ambiente circostante.

Il Dottor Fate conosce persino una serie di incantesimi capaci di uccidere un essere vivente con un semplice schiocco di dita e altri che gli consentono di esiliare in un'altra dimensione chiunque egli desideri; inoltre, in molte incarnazioni, egli può emettere fulmini di energia mistica, teletrasportarsi attraverso l'universo, creare oggetti solidi fatti di energia e trasformare gli oggetti in altre forme di materia. I pieni limiti della sua magia sono sconosciuti, ma aumentano di incarnazione in incarnazione e, a seconda delle necessità di quest'ultima, cambiano forma.
Quando Nabu prende il pieno controllo dell'ospite, lo Spettro lo considera poco al di sotto di lui in termini di potere poiché riuscì a   tenergli testa.

## Altri media

### Cinema

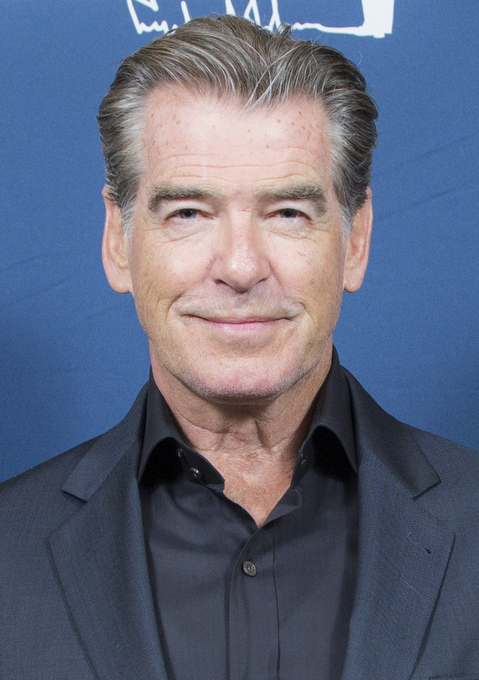
Pierce Brosnan interpreta il Dottor Fate nel film Black Adam

- Kent Nelson, alias il Dottor Fate, compare nel film del DC Extended Universe (DCU) Black Adam (2022), interpretato da Pierce Brosnan.[1][2]

### Televisione
- Il Dottor Fate (Kent Nelson) compare nelle serie animate del DC Animated Universe Superman, Justice League e Justice League Unlimited.
- Il Dottor Fate (Kent Nelson) compare nell'episodio Giustizia assoluta (9x11) della serie televisiva Smallville, interpretato da Brent Stait. Nella serie, Kent Nelson fa parte della JSA, ha gli stessi poteri dei fumetti ed è il migliore amico di Carter Hall/Hawkman, ma il casco di Nabu lo ha reso folle, inondando la sua mente di informazioni. Ridà i poteri a J'onn J'onzz/Martian Manhunter, ma viene ucciso da Icicle, che ne utilizzerà il casco per cercare di sconfiggere la JSA, fallendo e viene sconfitto dalla JSA e dalla JLA, che avevano unito le forze.
- Il Dottor Fate compare anche nelle serie animate Batman: The Brave and the Bold, Young Justice e Justice League Action.

### Videogiochi
- Il Dottor Fate appare in DC Universe Online come Boss (solo selezionando "Criminale").
- Compare come personaggio giocabile nel videogioco Injustice 2.